# 1902 aux États-Unis
Pour des articles plus généraux, voir Chronologie des États-Unis et 1902.
Chronologie des États-Unis
- 1898
- 1899
- 1900
- 1901
- 1902
- 1903
- 1904
- 1905
- 1906

Cette page concerne des événements d'actualité qui se sont produits durant l'année 1902 du calendrier grégorien aux États-Unis.

## Événements
- 20 mai : les États-Unis retirent leurs troupes de Cuba qui devient indépendant.
- Juin : inauguration de la ligne de chemin de fer entre New York et Chicago, la plus rapide des États-Unis.
- 30 juillet : affrontement entre Juifs et Irlandais à New York au cours des funérailles d’un rabbin. La police, composée à majorité d’Irlandais, est accusée d’avoir matraqué arbitrairement les Juifs.
- 22 août : fondation de la Cadillac Automobile Company par William Murphy.